# バーンパイ駅
バーンパイ駅（バーンパイえき、タイ語: สถานีรถไฟบ้านไผ่ ）は、タイ王国東北部コーンケン県バーンパイ郡にある、タイ国有鉄道東北線・北線の駅である。

## 概要
バーンパイ駅は、タイ王国東北部コーンケン県の人口10万人が暮らすバーンパイ郡に位置する。ほぼ町の中心部に位置し、駅の正面側は東向きである。
クルンテープ駅（バンコク）より407.72 km地点に位置し、急行列車利用で7時間30分程度である。二等駅であり、1日に14本（7往復）の列車が発着しその内訳は、急行3往復、快速1往復、普通3往復である。　
当駅付近に新設される予定の分岐点バーンノーンウェーンライ（บ้านหนองแวงไร่ ）より、マハーサーラカーム、ローイエット、ムックダーハーンを経由し、東北部ラオス国境のナコーンパノムに至る全長355 kmの支線が2027年開通予定である。

## 歴史
タイ最初の官営鉄道であるクルンテープ駅 - アユタヤ駅間が1897年3月26日に開業した。その後当初計画のナコンラチャシーマ駅まで完成すると、北本線、南本線の工事が始まりしばらく東北線の動きはなかった。北本線、南本線の完成後、東北線をウボンラーチャターニーまで延長する事になり1930年4月1日に完成した。その後ようやくウドーンターニー方面への工事が開始され、1933年4月1日に当駅を含むコーンケン駅までの完成をみた。
- 1922年5月1日 【開業】ナコンラチャシーマ駅 - タノンチラ駅 (2.63 km)
- 1929年5月1日 【開業】タノンチラ駅 - ノーンスーン駅 (28.80 km)
- 1932年5月1日 【開業】ノーンスーン駅 - ブワヤイ駅 (50.42 km)
- 1933年4月1日 【開業】ブワヤイ駅 - コーンケン駅 (104.25 km)
- 2019年2月14日 複線化事業に伴い、高架駅の供用開始[4] 。

## 駅構造
2019年より供用開始した高架新駅は島式2面4線ホームを備える。
- 高架化工事完成に伴い、ホーム高が従来にくらべ約60cmかさ上げとなった結果、乗降に支障が生じたことから、車両側に対し改修が行われることとなった[5]。